# Börringe–Anderslövs Järnväg
Börringe-Anderslövs Järnväg (BAJ) var en av Skånes fem ångspårvägar, det vill säga en järnväg som av ekonomiska skäl byggdes med bland annat klenare räls än normalt.

## Historik
Planer för en bibana till Malmö-Ystads Järnväg med 1067 mm spårvidd från Börringe till Anderslöv fanns med i en koncession beviljad 1873. Det fanns inte tillräckligt med intressenter för att finansiera järnvägen. I början av 1880-talet gjordes ett nytt försök och nu tecknades aktier för 150 000 kronor. Malmö-Ystads Järnväg sökte en ny omarbetad koncession med 1435 mm spårvidd som godkändes den 24 mars 1882. Börringe-Anderslövs Järnvägsaktiebolag bildades 1883 och tog över koncessionen. Banan påbörjades samma år och öppnades för allmän trafik den 21 februari 1884. Banan, utan fordon, beräknades kosta 262 000 kronor.
Året därpå, 1885, erhöll bolaget koncession för en förlängning av banan med Anderslöv-Östratorps Järnväg. Östratorp ändrade 1950 namn till Smygehamn. Denna sträcka invigdes 1887, samma år som järnvägarna och bolaget bytte namn till Börringe-Östratorps Järnväg (BÖJ). 
Svenska staten köpte järnvägen av Börringe-Östratorps Järnvägsaktiebolag den 1 juli 1941 och Statens Järnvägar tog över driften.

### Fordon
Banan trafikerades av en ångvagn enligt Rowans system. Ursprunget kommer från Danmark, där William Robert Rowan utexperimenterade en "dampsporvej"m som först blev byggd i form av Randers-Hadsund Jernbane och Gribskovbanen var inspirationskälla för de skånska ångspårvägarna. Den första ångspårvägen i Skåne var Gärds Härads järnväg.
Inför byggandet och trafikstarten 1884 köpte bolaget ett ånglok från Nydqvist & Holm AB och en ångvagn med drivenheten från Nydqvist & Holm AB och vagnen från Atlas AB. Bolaget köpte också två personvagnar och 10 godsvagnar. I samband med förlängningen 1887 till Östratorp köptes ett tyskt lok tillverkat av Hanomag och 12 godsvagnar.

### Nedläggning
Persontrafiken upphörde den 1 november 1957 och godstrafiken den 14 april 1959. Från Anderslöv fortsatte godstågen att gå till den 1 augusti 1960 på Börringe-Anderslövs Järnväg mot Klagstorp och vidare på Trelleborg-Rydsgårds Järnväg till Trelleborg. Hela järnvägen är uppriven.

## Nutid
Banvallen kan skymtas på kortare sträckor och stationshusen finns kvar.